# Ivan Sutherland
Ivan Edward Sutherland (nació el 16 de mayo de 1938 en Hastings, Nebraska) es un científico de la computación estadounidense y pionero de Internet, ampliamente considerado como el «padre de la computación gráfica». Su trabajo en la computación gráfica, así como su enseñanza junto a David C. Evans en esa materia en la Universidad de Utah en los años setenta fueron pioneros en su campo. Sutherland y Evans junto a sus estudiantes en aquel entonces inventaron varias de las bases de la moderna computación gráfica. Ivan Sutherland recibió en 1988 el Premio Turing de la Asociación de Maquinaria Computacional, considerado el premio más importante en las ciencias de la computación, por la invención del Sketchpad, un precursor del tipo de interfaz gráfica de usuario que se ha convertido en omnipresente en los ordenadores personales. Él es miembro de Academia Nacional de Ingeniería de Estados Unidos, así como de la Academia Nacional de Ciencias de Estados Unidos. En 2012 recibió el Premio Kioto de Tecnología Avanzada por «logros pioneros en el desarrollo de la computación gráfica e interfaces interactivas». Adicionalmente, Sutherland introdujo conceptos tales como el modelado tridimensional de la computadora, simulaciones visuales, diseño automatizado (CAD) y realidad virtual.

## Biografía
Ivan Sutherland se sumergió en el aprendizaje desde que era muy joven. Su padre, doctorado en ingeniería civil, y su madre, profesora, influyeron en él para que apreciara desde muy pequeño el aprender. Su asignatura preferida en bachiller era geometría, pensaba que: «si puedo pintar las soluciones posibles, tengo más fácil encontrar la correcta». Sutherland se ha descrito siempre como un pensador visual, por tanto su interés en gráficos de computadora.
Su primera experiencia con la computadora fue con una llamada SIMON. Era una computadora basada en la retransmisión con seis palabras de dos bits de memoria. El primer gran programa de computadora de Sutherland era hacer que SIMON se dividiera. Para hacer la división posible, agregó una parada condicional al conjunto de instrucciones de SIMON. Este programa era una gran obra, era el programa más largo jamás escrito para SIMON, un total de ocho páginas en cinta de papel. Sutherland fue uno de los pocos estudiantes del bachillerato en haber escrito un programa de computadora de esa magnitud.
Fue a la Universidad Carnegie Mellon (anteriormente 'Instituto de Tecnología Carnegie') con una beca completa. Consiguió su diplomatura en ingeniería eléctrica y posteriormente obtuvo una licenciatura en ingeniería eléctrica en el Instituto Tecnológico de California (Caltech). Para su doctorado, Sutherland fue al Instituto Tecnológico de Massachusetts (MIT) donde desarrolló su tesis, Sketchpad: A Man-machine Graphical Communications System (Un sistema de comunicaciones gráfico humano-mecánico), e inventó Sketchpad, el primer interfaz gráfico de usuario, en 1962. Sketchpad fue un programa innovador que influyó en formas alternativas de interacción con las computadoras. Sketchpad podría aceptar restricciones y relaciones específicas entre segmentos y arcos, incluyendo el diámetro de los arcos El Sketchpad era un programa único desarrollado para la computadora Lincoln TX-2, una computadora única en sí misma. A principios de los años 60, las computadoras funcionarían de forma «cerrada» y no eran interactivas. El TX-2 era una computadora en red usada para investigar el uso de los transistores de la barrera superficial para los circuitos digitales. Incluyó una CRT de nueve pulgadas y un bolígrafo-láser que dieron a Sutherland la primera idea. Él se piensa que una persona debe poder dibujar en la computadora. El Sketchpad podía hacer esto, creando dibujos altamente exactos. También introdujo innovaciones importantes tales como estructuras de memoria para almacenar objetos y la capacidad de enfocar adentro y hacia fuera.
Una vez que se graduó en la escuela de Gradute, Sutherland se alistó en el ejército donde trabajó en la National Security Agency (NSA, Agencia de Seguridad Nacional) como ingeniero eléctrico. El año siguiente, Sutherland fue traspasado al Advanced Research Projects Agency (ARPA, Agencia de Proyectos de Investigación Avanzada) del departamento de defensa donde dirigió proyectos de investigación en conceptos de computación importantes tales como timesharing e inteligencia artificial.
Sutherland continuó en la academia donde tomó posición como profesor en la universidad de Harvard. Dos años más tarde, se hizo profesor en la universidad de Utah, creando la reputación de la escuela como una meca para los gráficos de la computadora. En 1976, Sutherland se convirtió en el jefe del departamento de informática en Caltech. Allí ayudó a hacer el diseño de circuitos integrados una asignatura en la academia. Hasta entonces, el diseño de circuitos era considerado demasiado mundano o demasiado difícil de estudiar. Introduciendo el diseño de circuitos, Sutherland ayudó a construir un camino para los avances en el diseño de chips, que alternadamente propulsó la «explosión» de chips en Silicon Valley.
La informática trae nuevos dispositivos investigados y desarrollados en primer lugar por Ivan Sutherland. En 1965, este científico presentó en el Congreso de IFIP (International Federation of Information Processing) su programa de investigación sobre el grafismo computerizado; dio forma al concepto de mundo virtual y añadió la importancia de introducirnos en él no solo con la vista y el oído, sino también con el tacto: «Queremos usar todos los canales para comunicarnos con el ser humano que la mente ya sabe interpretar». Sutherland también afirmó que uno crea el modelo matemático del mundo virtual en la computadora y luego desea que parezca, se sienta y suene lo más parecido posible a un mundo real al que está acoplada la mente humana. El sistema de este científico buscaba el modo en que los seres humanos se expresan con los objetos físicos, empujando, tirando y manipulando con las manos. Y así, en la investigación de los mundos virtuales desde sus comienzos hemos situado como cuestión nuclear las interfaces e indicadores con los que las personas manipulaban directamente los objetos virtuales en tres dimensiones sin hacer nada distinto de lo que harían con un objeto real. Esto significa que el reconocimiento del habla es importante, poder hacer cosas con las manos y los pies es importante, poder hacer cosas con el movimiento de la cabeza y el movimiento del ojo es importante, éstos son los medios con los que nos conectamos con el mundo real y éstos son los medios correctos para conectarnos con el mundo virtual, nos dice Sutherland.
Aunque Sutherland es más conocido en el campo de gráficos, sigue siendo un investigador importante. Su interés actual está en la tecnología de hardware avanzada, sistemas asincrónicos.
El Dr. Sutherland ha escrito cerca de 49 publicaciones. También lleva a cabo 12 patentes incluyendo funciones importantes de ventana tales como Display Windowing by Clipping y Computer Graphics Clipping for Polygons. Su perfil personal se puede encontrar en el sitio_web de SUN.
A lo largo de los años, Ivan Edward Sutherland ha recibido muchos premios por sus contribuciones a la informática.

## Educación
- Doctorado en el MIT, 1963;
- Licenciatura en el Instituto Tecnológico de California, 1960;
- Diplomatura en el Instituto Tecnológico de Carnegie (ahora Universidad Carnegie Mellon), 1959;
- Master of Arts Honorario, Universidad de Harvard, 1966.

## Experiencia académica
- Profesor, Universidad de Harvard, 1966;
- Profesor, Universidad de Utah, 1968;
- Presidente del departamento de informática, Instituto Tecnológico de California, 1974.

## Experiencia profesional
- Ingeniero eléctrico y primer teniente, en NSA (Agencia de Seguridad Nacional), 1963;
- Investigador, Defense Advanced Research Projects Agency (Agencia de Investigación de Proyectos Avanzados de Defensa ), 1964;
- Cofundador, Evans y Sutherland, 1968;
- Investigador, RAND Corporation, 1974;
- Vicepresidente y director técnico, Sutherland, Sproull and Associates, 1980;
- Vicepresidente, Sun Microsystems, 1990.

## Premios
- Computerworld Smithsonian Award, 1996;
- Premio Turing, Association for Computing Machinery, 1988;
- First Zworykin Award, National Academy of Engineering, 1972;
- Miembro de la Academia Nacional de Ciencias de Estados Unidos, desde 1978;
- Miembro, National Academy of Engineering, desde 1973;
- Miembro, Institute of Electrical and Electronic Engineers (IEEE);
- Compañero, Association for Computing Machinery.
- Premio Fundación BBVA Fronteras del Conocimiento en la categoría Tecnologías de la Información y la Comunicación, 2018

## Enlaces
- Sun Microsystems
- The Franklin Institute Certificates of Merit - Dr. Ivan E. Sutherland

| Predecesor: John Cocke | Premio Turing 1988 | Sucesor: William Kahan |